# Società di progetto
Una società di progetto, anche conosciuta come società veicolo o società di scopo (in inglese special-purpose vehicle - SPV), è un'entità giuridica (società per azioni, società a responsabilità limitata o consorzio) che è stata introdotta per la prima volta dalla cosiddetta Legge Merloni (legge 11 febbraio 1994, art.37) per regolare l'accesso ai bandi di gara che comportano la realizzazione o la gestione (facility management) di opere pubbliche. L'aggiudicatario di una gara infatti, dopo l'assegnazione, può riservarsi di costituire una SPV (special-purpose vehicle) oppure un'ATI (associazione temporanea di imprese).
In seguito, l'uso delle società di progetto si è diffuso nel settore bancario e immobiliare per costituire società di scopo finalizzate alla cartolarizzazione di mutui ipotecari e realizzazioni immobiliari.
Le società di progetto sono ampiamente utilizzate per lo sviluppo e la gestione di infrastrutture, quali impianti energetici, ferrovie, autostrade, porti impianti di estrazioni, etc. 